# Lucinoma antarctica
Lucinoma antarctica is een tweekleppigensoort uit de familie van de Lucinidae. De wetenschappelijke naam van de soort is voor het eerst geldig gepubliceerd in 1855 door Philippi.